# Sargis Martirosjan
Sargis Martirosjan (* 14. September 1986 in Etschmiadsin, Armenien) ist ein österreichischer Gewichtheber.

## Leben
Martirosjan wurde in Armenien geboren und siedelte 2005 nach Österreich über. 2009 versuchte der nationale Gewichtheberverband, ihm die österreichische Staatsbürgerschaft zu verleihen, damit er für Österreich bei diversen Wettkämpfen teilnehmen kann. Dieser Versuch war aber erst 2014 erfolgreich. Er qualifizierte sich für die Olympischen Sommerspiele 2016 und belegte dort in der Gewichtsklasse bis 105 Kilogramm den 11. Platz. Martirosjan konnte sich ebenso für die Olympischen Spiele 2020 in Tokio qualifizieren, bei denen er in der Klasse über 109 kg Körpergewicht den 10. Platz belegte.
Sargis Martirosjan lebt in Linz, wo er als Wettkampf-Athlet für den SK VÖEST aktiv ist. Bis 2022 war er Sportler des Heeressportzentrums des Österreichischen Bundesheers. Als Heeressportler hatte er den Dienstgrad Korporal. Seit Dezember 2022 ist Martirosjan Bundestrainer des Österreichischen Gewichtheberverbandes.

## Ergebnisse
| Jahr | Wettbewerb                 | Ort                       | Gewicht | Reißen (kg) | Reißen (kg) | Reißen (kg) | Reißen (kg) | Stoßen (kg) | Stoßen (kg) | Stoßen (kg) | Stoßen (kg) | Zweikampf | Rang |
| Jahr | Wettbewerb                 | Ort                       | Gewicht | 1           | 2           | 3           | Rang        | 1           | 2           | 3           | Rang        | Zweikampf | Rang |
| ---- | -------------------------- | ------------------------- | ------- | ----------- | ----------- | ----------- | ----------- | ----------- | ----------- | ----------- | ----------- | --------- | ---- |
| 2014 | Weltmeisterschaften 2014   | Kasachstan, Almaty        | 105 kg  | 176         | 180         | (183)       | 7           | 202         | 206         | (211)       | 18          | 386       | 12   |
| 2015 | Europameisterschaften 2015 | Georgien, Tiflis          | 105 kg  | 180         | (183)       | (184)       | 5           | (205)       | 205         | (210)       | 8           | 385       | 8    |
| 2015 | Weltmeisterschaften 2015   | USA, Houston              | 105 kg  | 178         | (181)       | (183)       | 11          | 202         | (202)       | (202)       | —           | —         | —    |
| 2016 | Europameisterschaften 2016 | Norwegen, Førde           | 105 kg  | 178         | 181         | (183)       | 3           | 200         | (208)       | (208)       | 12          | 381       | 10   |
| 2016 | Fajr Cup 2016              | Iran, Teheran             | 105 kg  | 175         | 183         | (185)       | 2           | 195         | (203)       | 203         | 3           | 386       | 2    |
| 2016 | Olympische Spiele 2016     | Brasilien, Rio de Janeiro | 105 kg  | 179         | (184)       | (184)       | 10          | 201         | 208         | 210         | 11          | 389       | 11   |
| 2017 | Europameisterschaften 2017 | Kroatien, Split           | 105 kg  | (178)       | (181)       | 181         | 2           | 205         | (210)       | (210)       | 8           | 386       | 4    |
| 2017 | Weltmeisterschaften 2017   | USA, Anaheim              | 105 kg  | 178         | (182)       | (184)       | 7           | 203         | (208)       | (210)       | 13          | 381       | 11   |
| 2018 | Europameisterschaften 2018 | Rumänien, Bukarest        | 105 kg  | 178         | 182         | (184)       | 1           | 202         | (206)       | (208)       | 4           | 384       | 3    |
| 2018 | Weltmeisterschaften 2018   | Turkmenistan, Aşgabat     | 109 kg  | (178)       | (179)       | 179         | 10          | (205)       | 205         | 210         | 17          | 389       | 13   |
| 2019 | Europameisterschaften 2019 | Georgien, Batumi          | 109 kg  | 177         | 181         | (183)       | 6           | 200         | 206         | (211)       | 9           | 387       | 8    |
| 2019 | Pokal der blauen Schwerter | Deutschland, Meißen       | 109 kg  | 172         | 176         | (180)       | 1           | 195         | 200         | 207         | 1           | 383       | 1    |
| 2019 | Weltmeisterschaften 2019   | Thailand, Pattaya         | 109 kg  | 175         | (180)       | (182)       | 10          | 203         | (208)       | 208         | 18          | 383       | 16   |
| 2021 | Europameisterschaften 2021 | Russland, Moskau          | 109 kg  | 170         | (175)       | 175         | 7           | (190)       | (190)       | 190         | 12          | 365       | 9    |
| 2021 | Olympische Spiele 2020     | Japan, Tokio              | +109 kg | (175)       | (180)       | 180         | 6           | 190         | 201         | (205)       | 12          | 381       | 10   |
| 2021 | Weltmeisterschaften 2021   | Usbekistan, Taschkent     | 109 kg  | (172)       | (172)       | 173         | 7           | (195)       | 195         | —           | 12          | 368       | 9    |